# Gerald Henry Rendall
Gerald Henry Rendall (25 de janeiro de 1851 — 1945), foi um professor e teólogo anglicano inglês.

## Biografia
Estudou no Trinity College de Cambridge, do qual foi feito diácono em 1898 e pároco, em 1899. 
Foi conferencista e diretor adjunto do Trinity College de 1875 a 1880, professor de grego e diretor da Universidade de Liverpool, de 1881 a 1898, vice-chanceler da Victoria University de 1890 a 1894, membro do Gresham University Comittee, de 1892 a 1893 e pastor de Lady Margaret em Cambridge, em 1901. A partir de 1898 foi professor na Chaterhouse School.
Teólogo anglicano liberal, preparou uma edição da Epístola de Barnabé, com tradução e comentários, publicada em Londres em 1877, em dois volumes, com o título de "A epístola de São Barnabé". Escreveu ainda uma biografia de Plínio, o Velho, publicada na edição do terceiro volume das Cartas do autor latino, pela editora  J.E.B. Mayor, em 1880.
Traduziu os pensamentos de Marco Aurélio, em 1898. Escreveu, ainda, "Imperador Juliano, paganismo e cristianismo", publicado em Cambridge em 1879.
Em 1909 publicou "Cartas de São Paulo aos Coríntios: um estudo pessoal e histórico sobre a data e a composição das epístolas".
Nenhuma outra obra, entretanto, teve tanta repercussão e desdobramentos posteriores como o seu "O berço dos arianos", publicado em Londres, em 1889. Ali Rendall desenvolve as idéias de Karl Penka, expostas em seus livros de 1883 e 1886.
Este último foi uma das obras que, na Europa de fins do século XIX e começo do XX, serviram de escopo para o desenvolvimento da teoria acerca da raça ariana e sua posterior utilização pelo Nazismo.